# Пермская митрополия
Пермская митрополия — митрополия Русской православной церкви, образованная в пределах Пермского края.
Создана решением Священного Синода Русской православной церкви 19 марта 2014 года.
Главой митрополии назначен правящий архиерей Пермской епархии.

## Состав
Пермская митрополия включает в себя 3 епархии:

### Кудымкарская епархия
Территория: Коми-Пермяцкого округа, Большесосновского, Верещагинского, Ильинского, Карагайского, Нытвенского, Оханского, Очёрского, Сивинского, Частинского районов.
Правящий архиерей — епископ Петр (Зобов) (с 23 марта 2024 года)

### Пермская епархия
Территория: городские округа Пермь, Кунгур, ЗАТО посёлок Звёздный, Бардымский, Березовский, Добрянский, Еловский, Кишертский, Краснокамский, Куединский, Кунгурский, Лысьвенский, Октябрьский, Ординский, Осинский, Пермский, Суксунский, Уинский, Чайковский, Чернушинский районы Пермского края.
Правящий архиерей — митрополит Мефодий (Немцов) (с 5 марта 2010 года)

### Соликамская епархия
Территория: городского округа Березники, Александровского, Горнозаводского, Гремячинского, Губахинского, Кизеловского, Красновишерского, Соликамского, Усольского, Чердынского и Чусовского районов.
Правящий архиерей — митрополит Мефодий (Немцов) (с 24 июля 2025, временно управляющий)

## Митрополиты
- Мефодий (Немцов) (с 19 марта 2014 года)

## Святыни и памятные даты
Благословением Святейшего Патриарха Кирилла от 4 января 2015 года, в первое воскресенье после 29 января (11 февраля) — дня памяти Пермских святителей Герасима, Питирима и Ионы, установлен ежегодный праздник Собор святых Пермской митрополии. Празднование внесено в месяцеслов по благословению Святейшего Патриарха Кирилла 10 мая 2015 года.